# Ferdinand Perrot
Pour les articles homonymes, voir Perrot.

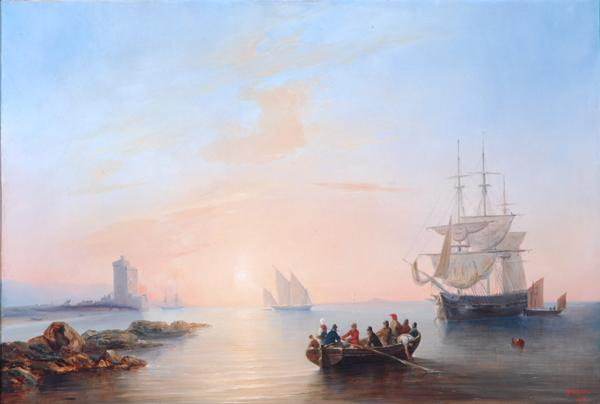
Lever de soleil sur la mer par Ferdinand Perrot, (Bowes Museum, Barnard Castle, Co. Durham)

Ferdinand Victor Perrot est un peintre de marine, né en 1808 à Paimbœuf et décédé en 1841 à Saint-Pétersbourg (Russie).

## Biographie
Ne à Paimbeuf le 28 avril 1808, il a passé son enfance à Brest, département du Finistère, et fut ensuite à Paris l'élève de Théodore Gudin, premier peintre officiel de la Marine française, d'où son amour pour les paysages marins.
De ses nombreux voyages : Bretagne, Normandie, nord de la France, puis Angleterre et midi et enfin l'Italie en 1837, il a rapporté de nombreuses peintures, lithographies, et une multitude de charmants croquis et dessins sur le thème de la marine. 
Cela lui a donné l'occasion, d'exposer dans de nombreux endroits, et notamment au salon de 1833
Il reçut début 1840 une invitation du tsar Nicolas 1er à venir à Saint-Pétersbourg pour un travail important.
Avant de partir pour la Russie, il décida de se défaire de 116 de ses tableaux et de quelques gravures et lithographies lors d'une vente aux enchères qui eut lieu les 27 et 28 avril 1840 au 16 rue des jeûneurs à Paris (liste consultable à la BNF).
Après son admission à l'académie des beaux arts de Saint-Pétersbourg le 29 septembre 1840, il lui fut commandé entre autres des séries de lithographies de vues de la ville.
Il fut très bien reçu : on lui affecta des appartements dans chacune des résidences d'été de la famille impériale, Peterhof et Tsarkoïe Selo.
Malheureusement, il n'aura pas profité de son séjour... En effet, en 1841, le 28 septembre, après une année d'intense production lithographique, il meurt probablement des suites d'une tuberculose intestinale, séquelle du choléra attrapé à Brest quelques années auparavant.
Il a été inhumé à Saint-Pétersbourg.
Beaucoup de ses œuvres ont été détruites lors de l'incendie de Brest en 1944.

## Son œuvre

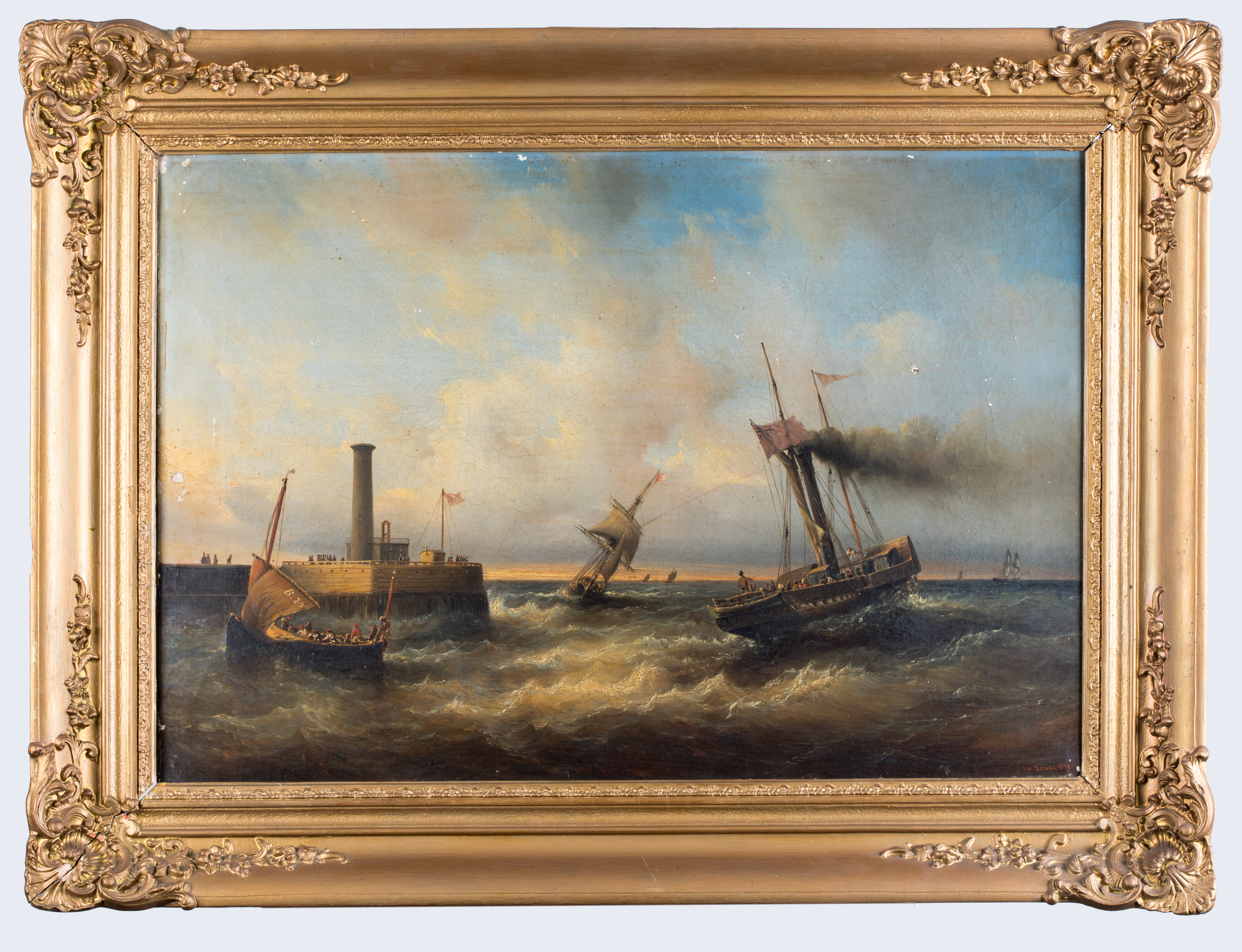
Ferdinand PERROT: Entrée au port par gros temps

Son œuvre se compose de tableaux de style romantique sur le thème de la mer : vues de ports, de tempêtes, de bateaux, de naufrages ou batailles navales...
- Vue d'Orléans prise de l'île Arrault, vers 1850, huile sur toile, 37,5 x 56 cm, musée des Beaux-Arts d'Orléans[2] .

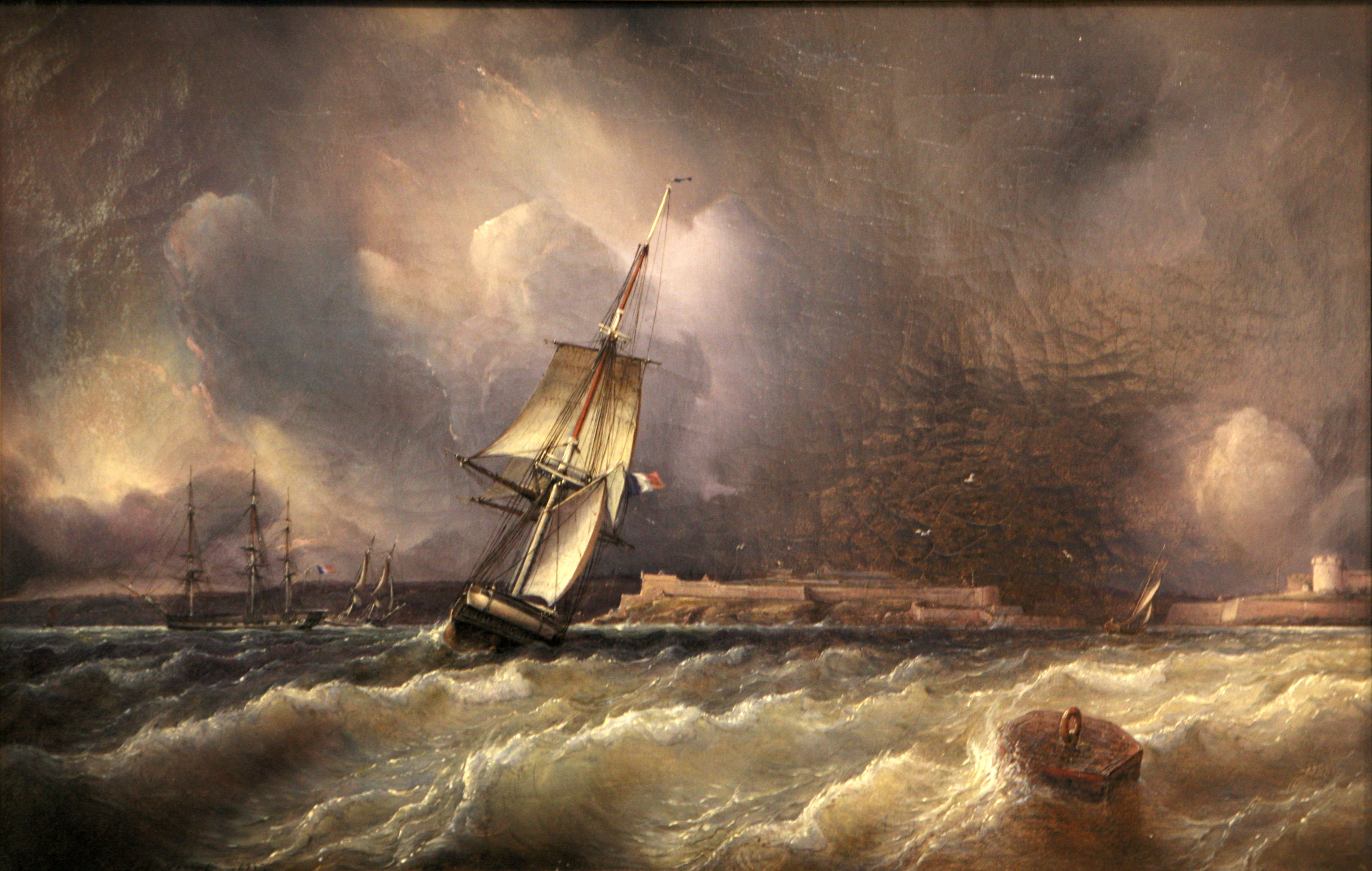
Vue de Brest prise de la Rade Musée des Beaux-Arts de Brest
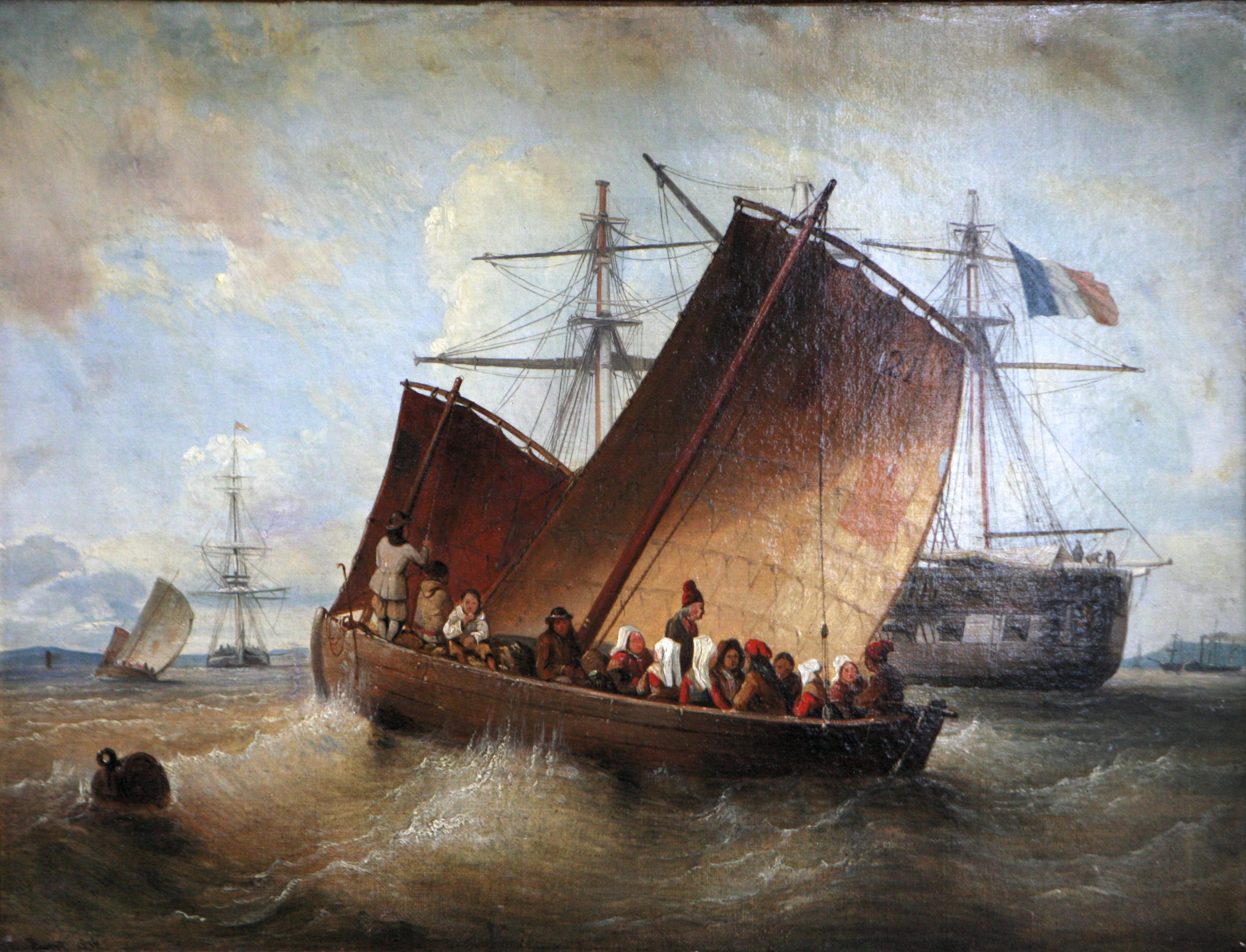
La barque de Plougastel, Musée des Beaux-Arts de Brest
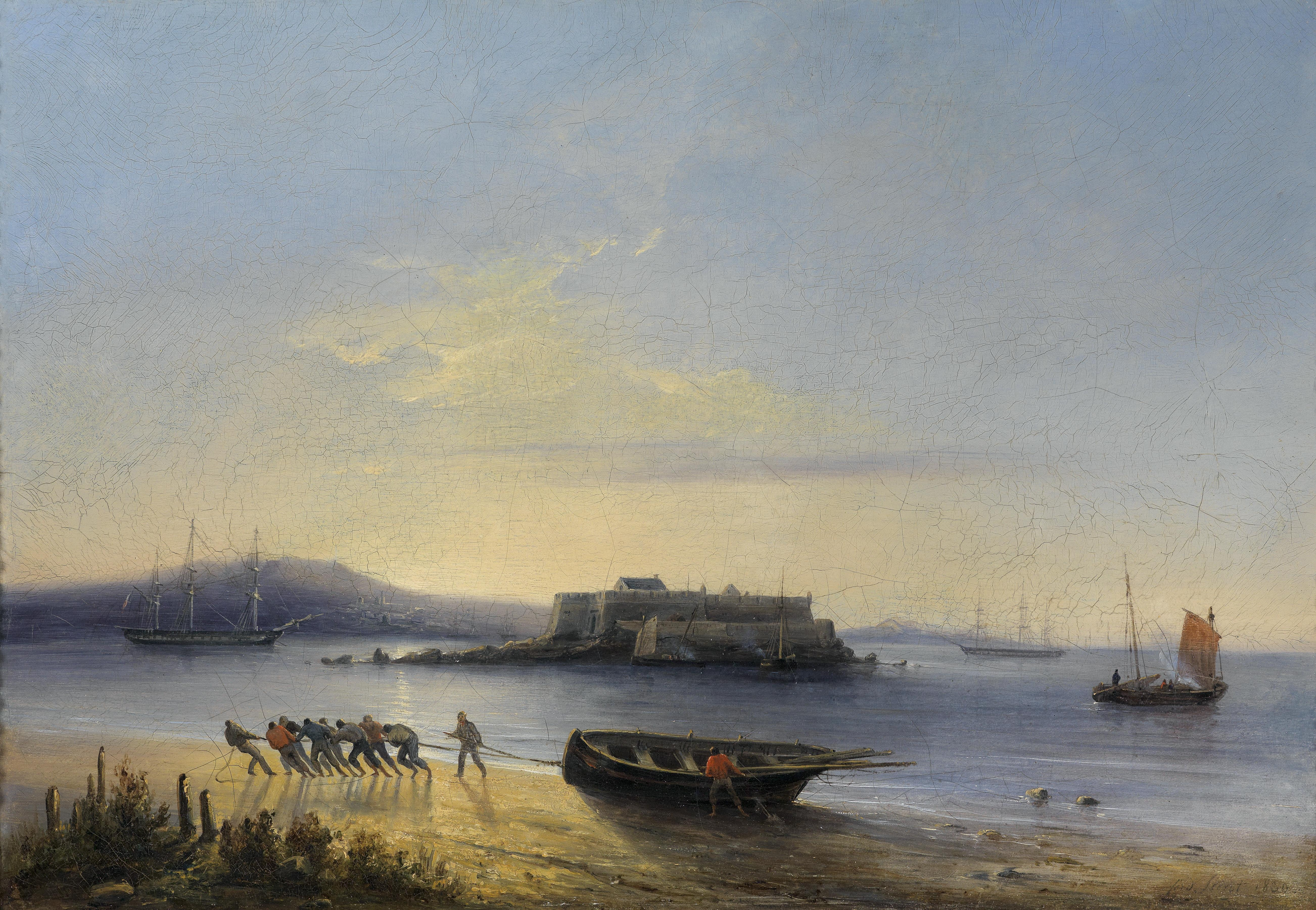
Virage de la longue barque sur la plage / De retour des pêcheurs Château d'If, 1830
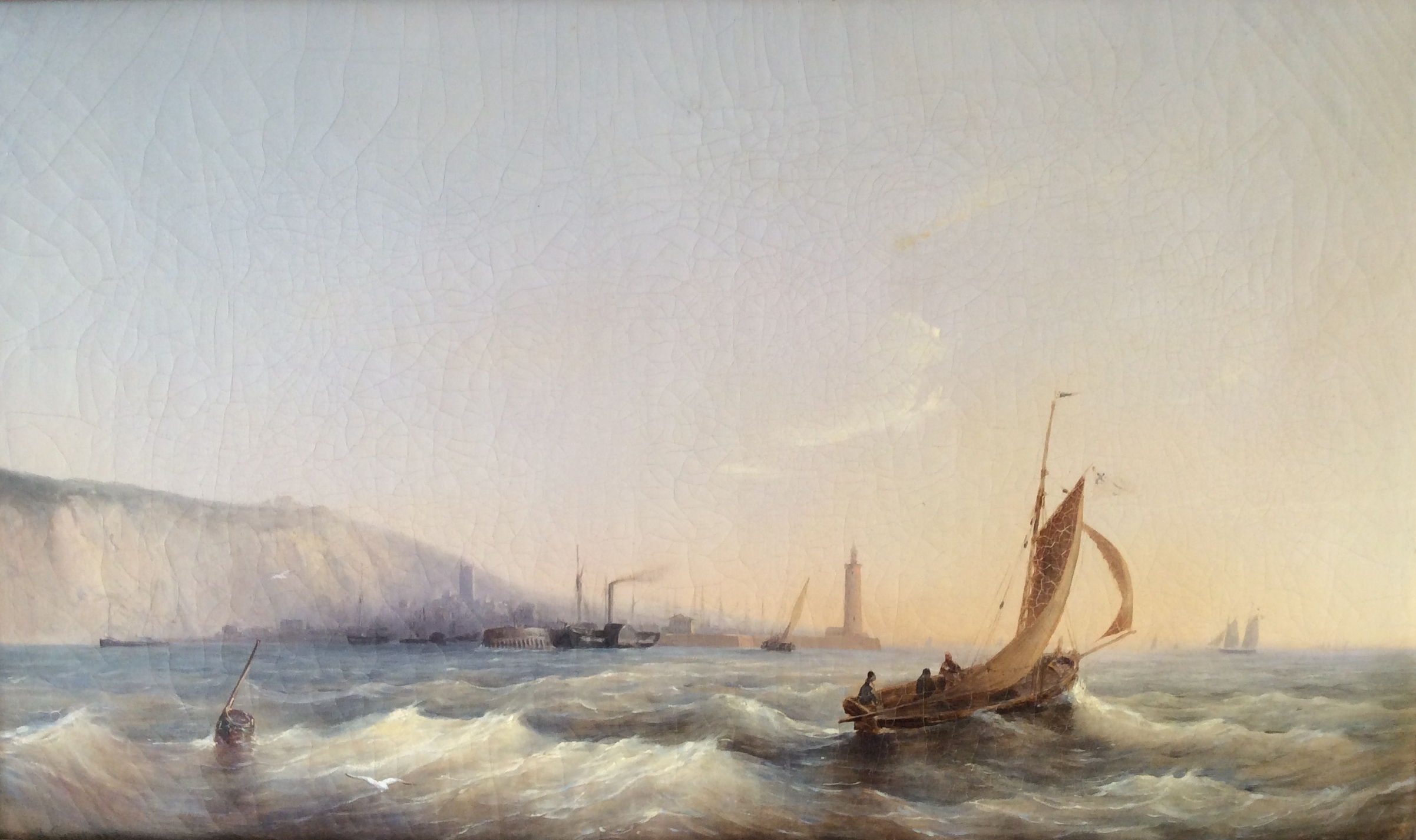
En vue de Margate par Ferdinand Perrot" collection personnelle